# Josias Braun-Blanquet
Josias Braun-Blanquet (ur. 3 sierpnia 1884 w Chur w Szwajcarii, zm. 20 września 1980 w Montpellier we Francji) – szwajcarski botanik i ekolog, twórca środkowoeuropejskiej szkoły systematyki zbiorowisk roślinnych (syntaksonomii) znanej także jako szkoła francusko-szwajcarska lub szkoła Zurich-Montpellier.
Stworzył hierarchiczny system jednostek fitosocjologicznych (syntaksonów), w którym podstawową jednostką jest Zespół roślinności reprezentowany w przyrodzie przez konkretne płaty roślinne, czyli fitocenozy. Przy wyróżnianiu zespołów oparł się na kryterium florystycznym, tworząc koncepcję gatunków charakterystycznych.
Swoje najsłynniejsze dzieło – Pflanzensoziologie, w którym zawarł założenia metod fitosocjologii, wydał w 1928 roku (później było ono kilkakrotnie wznawiane). Poza tym opublikował szereg prac z zakresu fitosocjologii, zwłaszcza syntaksonomii.

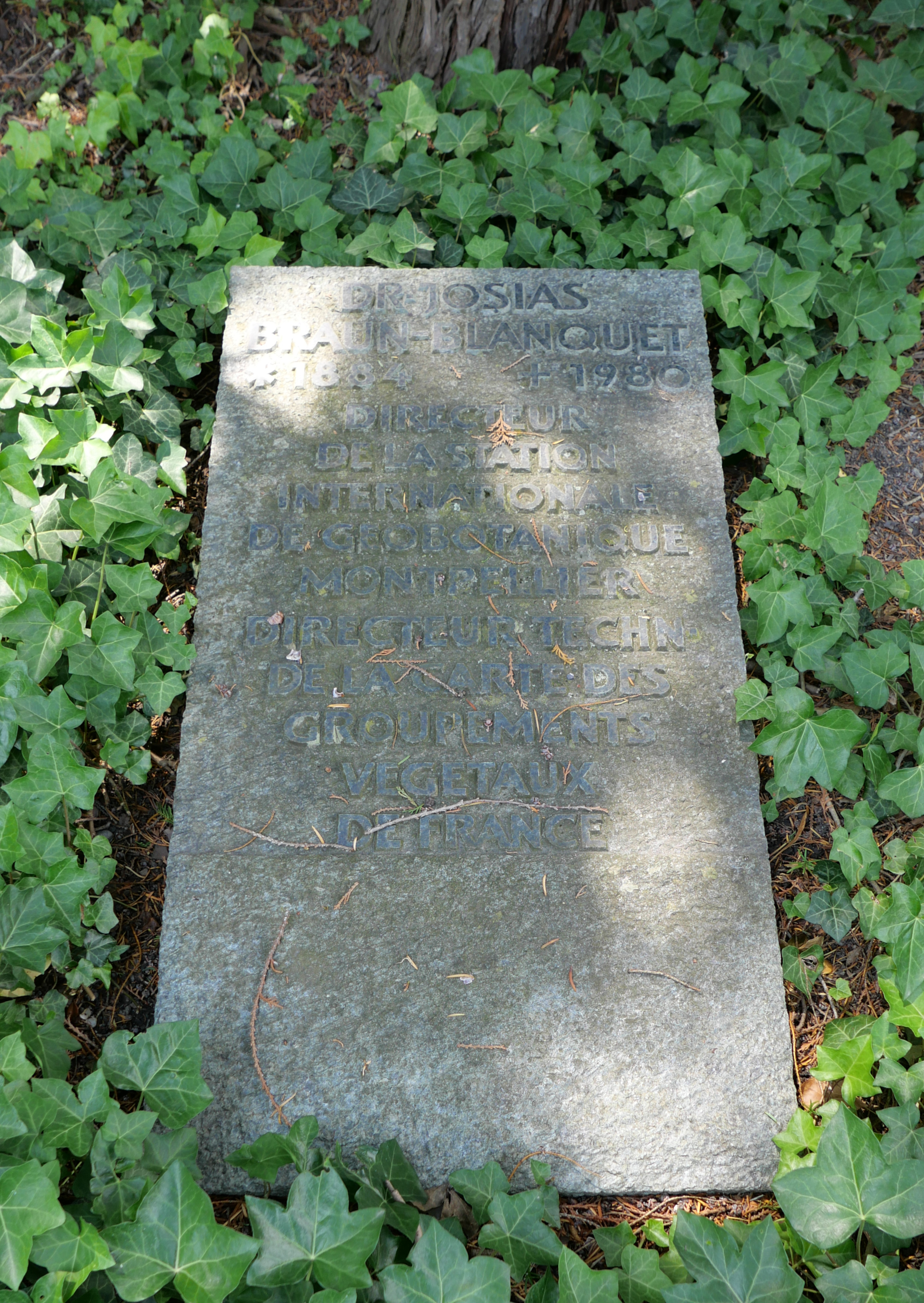
Grób Brauna-Blanqueta na cmentarzu Daleu w Chur.

Wielką zasługą Braun-Blanqueta jest rozwinięcie metody wykonywania zdjęć fitosocjologicznych w taki sposób, że ujmowana jest jednocześnie liczebność i stopień pokrycia. Wartości te określane są w siedmiostopniowej skali zwaną zwykle kombinowaną skalą Braun-Blanqueta (rzadziej skalą ilościowości). Skala ta jest stosowana powszechnie przez fitosocjologów, także i przez tych, którzy odrzucają syntetyczne metody środkowoeuropejskiej szkoły fitosocjologicznej.

## Życiorys
W latach 1905–1912 był asystentem botaników Schrötera, Brockmanna-Jeroscha i Rübela. W latach 1913–1915 studiował na Uniwersytecie w Montpellier (Francja), kończąc studia pracą doktorską. W latach 1915–1922 był asystentem Eduarda Rübela, a następnie do 1926 roku był wykładowcą Uniwersytetu w Zurychu. Po opublikowaniu Pflanzensoziologie został w 1930 roku kierownikiem Międzynarodowej Stacji Geobotaniki Alpejskiej i Śródziemnomorskiej (Station Internationale Geobotanique Méditerranéenne et Alpines – SIGMA) w Montpellier. W roku 1948 ufundował znany periodyk naukowy pt. Vegetatio i został jego pierwszym redaktorem. W 1974 nagrodzony został złotym medalem Towarzystwa Linneuszowskiego (Linnean Society) z Londynu.
W 1959 r. został członkiem zagranicznym PAN.

## Wybrane prace
- Die Pflanzensoziologie in Forschung und Lehre. Sonderabdruck aus der Zeitschrift „Der Biologe”. 1. Jahrgang, Heft 8., Braun-Blanquet, J. & R. Tüxen. München, Lehmanns, 1931/32.
- La Végétation alpine des Pyrénées Orientales, étude de phyto-sociologie comparée (Monografías de la Estación de Estudios Pirenaicos y del Instituto Español de Edafología, Ecología y Fisiología Vegetal, 9 (Bot. 1). Consejo Superior de Investigaciones Científicas, Barcelona, 1948)
- Pflanzensoziologie; Grundzüge der Vegetationskunde. J. Braun-Blanquet. Wien, New York, Springer-Verlag, 1964.
- Las comunidades vegetales de la depresión del Ebro y su dinamismo, con Oriol de Bolòs (Ayuntamiento de Zaragoza, 1987).

## Upamiętnienie
Na jego cześć nazwano m.in.: gatunek przywrotnik Brauna-Blanqueta (Alchemilla braun-blanquetii Pawł.), znany z jednego stanowiska w Tatrach, Antirrhinum braun-blanquetii Rothm., Ranunculus braun-blanquetii Pignatti i Taraxacum braun-blanquetii Soest.